# Chocolate
Chocolate – piosenka rockowej grupy Snow Patrol, pochodząca z jej trzeciego albumu, Final Straw. Wersja singlowa różniła się nieco od albumowej. Utwór został wykorzystany w zwiastunie filmu The Last Kiss oraz w serialu Torchwood, w odcinku pt. „Cyberwoman”.
Nakręcony do piosenki teledysk ukazuje panikę wywołaną „końcem świata”.

## Lista utworów

### CD
1. „Chocolate” (wideo)
2. „Run” (Jackknife Lee Remix)
3. „One Night Is Not Enough” (na żywo)

### 7"
1. „Chocolate”
2. „Run” (Jackknife Lee Remix)